# Marcos de Éfeso
Marcos de Éfeso (originalmente Manuel Eugénico) fue un teólogo hesicasta de fines del período paleólogo del Imperio bizantino que se hizo famoso por su rechazo al Concilio de Ferrara-Florencia (1438–1439). Como monje en Constantinopla, Marcos fue un himnógrafo prolífico y ferviente palamita. Como teólogo y erudito, jugó un papel decisivo en la preparación del Concilio de Ferrara-Florencia, y como metropolita de Éfeso y delegado del patriarca de Alejandría, fue uno de las voces más importantes del sínodo. Tras renunciar al Concilio como una causa perdida, Marcos se convirtió en el líder de la oposición ortodoxa a la unión de Florencia, sellando así su reputación como defensor de la ortodoxia y pilar de la Iglesia.

## Primeros años
Marcos, bautizado como Manuel, nació en 1392 de Jorge, sacelario de Hagia Sofía y diácono ortodoxo, y de María, hija de un doctor muy devoto de nombre Lucas. Marcos aprendió a leer y escribir de su padre, que murió cuando él y su hermano menor Juan Eugénico aún eran niños. María hizo que Marcos continuase educándose con Juan Cortasmeno, que posteriormente sería el metropolita Ignacio de Selimbria, y con el matemático y filósofo Gemisto Pletón.

## Actividad en el Concilio de Florencia y consecuencias
Marcos fue el único obispo de Oriente que se negó a firmar el acuerdo con la Iglesia católica sobre una fórmula de compromiso, "ex filio", por el desacuerdo sobre la cláusula Filioque, durante el Concilio de Ferrara. Sostenía que Roma perseveraba tanto en la herejía como en el cisma. También rechazó la doctrina del Purgatorio, pues objetaba la existencia de un fuego que "purificase" las almas de los fieles. La doctrina del "fuego purgatorio" era típica de la teología católica medieval. Al final, en los debates sobre el Purgatorio, prevaleció la opinión de Marcos, en el sentido de que la fórmula final de unión omitió toda mención sobre el "fuego" respecto de las almas después de la muerte y antes de la visión beatífica.

## Muerte
Murió pacíficamente a la edad de 52 años el 23 de junio de 1444, tras una ardua batalla de dos semanas contra una enfermedad intestinal. En su lecho de muerte, Marcos imploró a Jorge Escolario, su antiguo alumno, que posteriormente sería el patriarca Genadio de Constantinopla, que se cuidase de involucrarse con la cristiandad occidental y defendiera la ortodoxia. Según su hermano Juan, sus últimas palabras fueron "Jesucristo, Hijo del Dios viviente, en tus manos encomiendo mi espíritu". Marcos fue enterrado en el monasterio constantinopolitano de Mangana.

## Milagro póstumo y canonización
Existe un relato sobre un milagro póstumo realizado por san Marcos de Éfeso. Los doctores se habían dado por vencido en salvar la vida de la hermana de Demetrio Zourbaios, gravemente enferma, que tras sus esfuerzos había empeorado. Luego de quedar inconsciente por tres días la enferma despertó, para beneplácito de su hermano, que le preguntó por qué despertaba empapada en agua. Ella respondió que un obispo la había escoltado hasta una fuente, la había bañado y le había dicho, "Ahora regresa, ya no estás enferma." Al preguntarle ella quién era, él le dijo: "soy el metropolita de Éfeso, Marcos Eugénico." Tras la cura milagrosa, construyó un ícono de San Marcos y vivió piadosamente otros quince años.

## Legado
La Iglesia Ortodoxa considera santo a Marcos de Éfeso, y lo denomina, junto con San Focio el Grande y San Gregorio Palamás, uno de los  'pilares de la Ortodoxia' . San Nicodemo de la Montaña Sagrada, en su servicio al santo, lo llamó "el Atlas de la Ortodoxia". Su fiesta es el 19 de enero, el día en que sus reliquias fueron trasladadas al monasterio de Lázaro en Galata.

## Teología
La producción teológica de Marcos fue extensa y abarcó una amplia gama de géneros y temas típicos de los escritores monásticos.
Himnografía
Marcos compuso gran cantidad de textos poéticos en honor a Dios y a los santos, muchos de los cuales estaban destinados para ser utilizados en un entorno litúrgico. Además de los cánones y servicios en honor de Jesucristo, de la Madre de Dios y de los ángeles, Marcos compuso en honor a sus padres de la iglesia favoritos: San Gregorio Palamás, San Juan Damasceno, San Simeón Metafrasto, y a gran cantidad de santos más antiguos. Además compuso versos que celebraban las vidas y logros de sus héroes, como José Brienio.
Hesicasmo
Marcos fue un discípulo devoto de Gregorio Palamás. A lo largo de su vida redactó varios tratados en defensa de la distinción entre esencia y energía, y defendió las contribuciones únicas de la teología hesicasta ante las acusaciones de innovación.
Teología dogmática/polémica
Una de las contribuciones teológicas más importantes de Marcos fue su oposición al Filioque católico. En el Concilio de Florencia, el análisis de esta controversia tuvo dimensiones de texto crítico y exegético, ya que los participantes debatieron sobre la autenticidad de las fuentes, la precisión de las construcciones gramaticales y el canon de textos patrísticos autoritativos. Marcos había desempeñado tempranamente un papel en la recolección de manuscritos, y sus lecturas impugnadas en el sínodo han sido vindicadas desde entonces por su precisión y precisión.
Haciéndose eco de siglos de polémica, volviendo a Focio, los debates en torno al Filioque admitieron resonancias de discusiones más recientes, como las de Juan Beco y Gregorio de Chipre. Al final Marcos no pudo aceptar que el Espíritu Santo procediera del Hijo y del Padre, ni siquiera usando la frase ortodoxa de "a través del Hijo", ya que Marcos consideraba que esta era un equívoco a la luz de los obvios desacuerdos teológicos entre oriente y occidente. Para Eugénico, el Espíritu Santo procede solo del Padre, y la frase "por medio del Hijo" no expresaba nada que tuviera que ver con la teología del Filioque.
Antropología
La crítica de Marcos a la doctrina del Purgatorio, el otro tema principal en Florencia, lo involucró en cuestiones relacionadas con la naturaleza de la composición humana. Basándose en las concepciones palamitas del hombre, Marcos articuló una teoría de la persona humana arraigada en la cristología y en las doctrinas ortodoxas de la creación. Los discursos de Marcos en Florencia, en tal sentido, se complementan con los escritos que produjo en respuesta al platonismo de Gemisto Pletón, que predicó una identificación radical de la persona humana con el alma, en detrimento de la vida encarnada.
Influencias latinas
El período paleólogo en que vivió Marcos fue testigo de la traducción de las obras de Tomás de Aquino al griego, un acontecimiento cuyas repercusiones aún no se han documentado y expuesto por completo. A pesar de las ambigüedades restantes, es cada vez más evidente que los hesicastas no ignoraban la teología latina.